# Religion en Tchéquie
L'article religion en Tchéquie prétend seulement présenter les pratiques religieuses, passées et présentes, actualisées (2020) des approximativement 11 000 000 de Tchèques (hors diasporas et immigrations récentes) de la récente République de Tchéquie, ou Tchéquie.

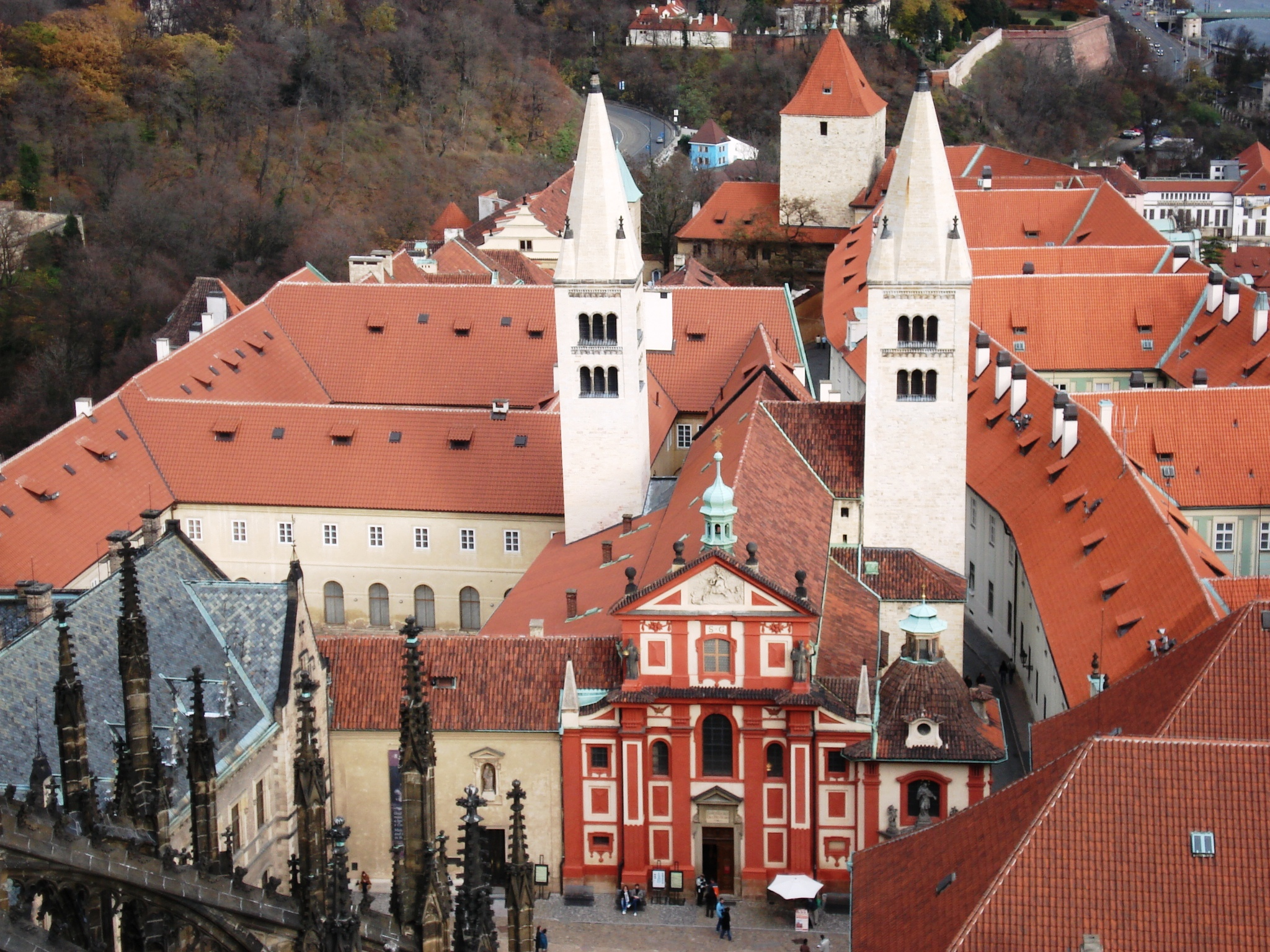
Château de Prague

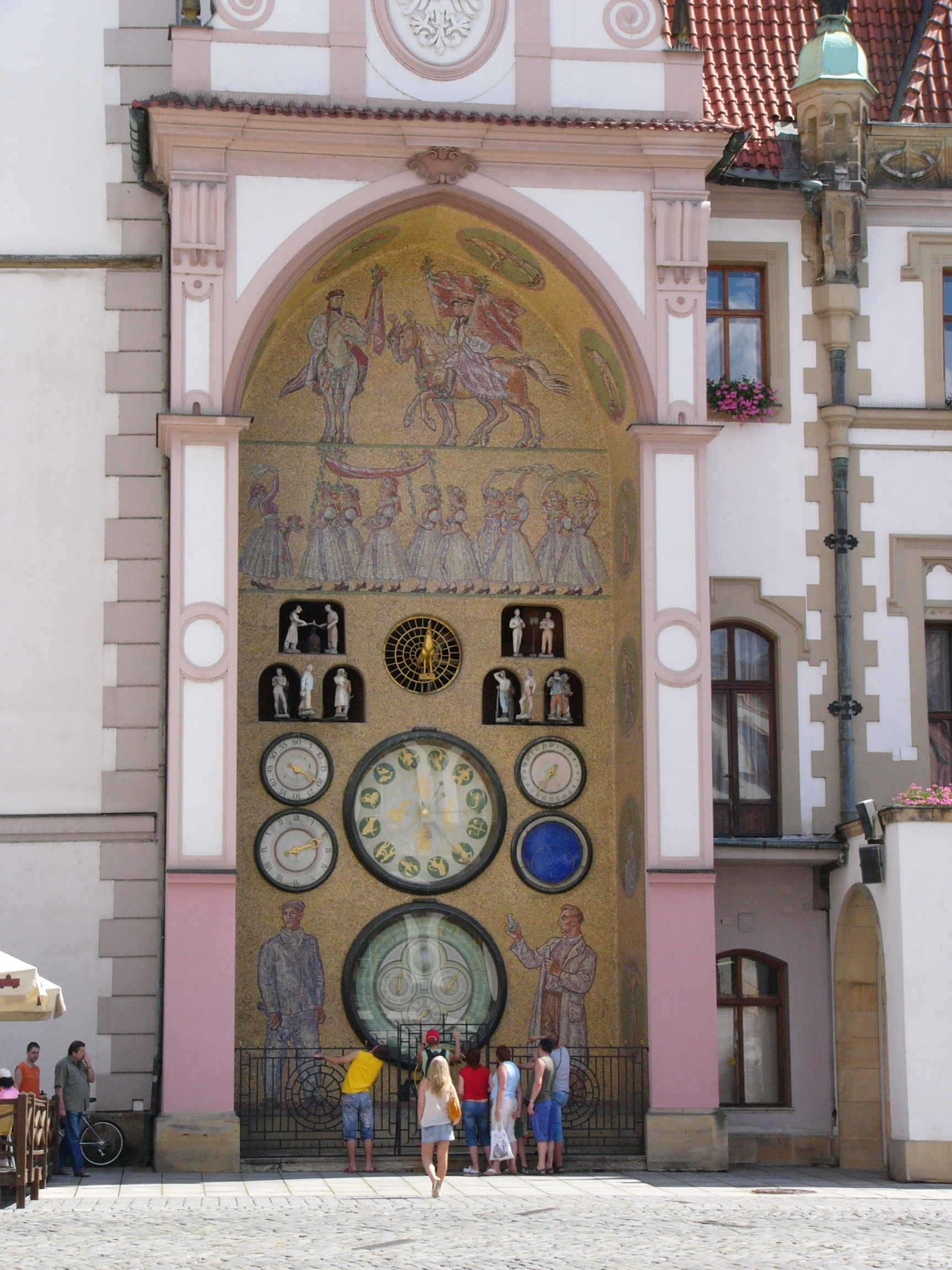
Horloge astronomique (Olomouc)

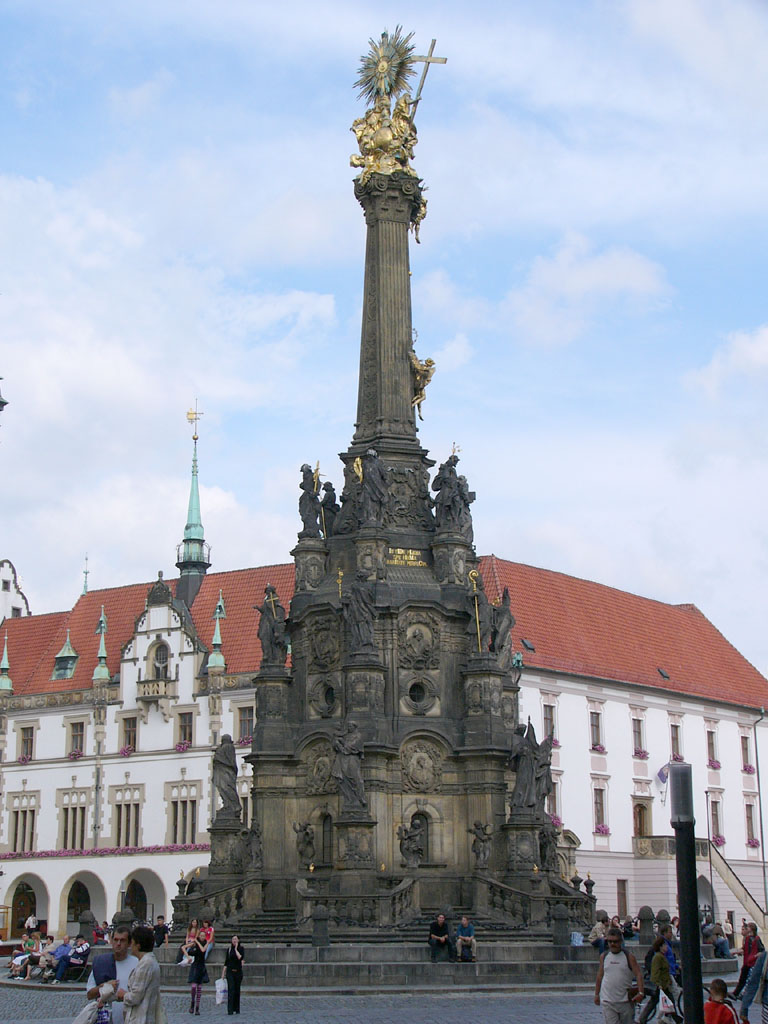
Colonne de la Sainte Trinité d'Olomouc

## Histoire

### Proto-histoire et romanisation
La Tchéquie n'existe pas avant la slavisation de la région : culture rubanée, culture de Kyjatice (âge du bronze), culture de Hallstatt (1er âge du fer), culture celtique de La Tène (2d âge du fer).
Vers 400 av. J.-C., les Celtes Boïens ont un oppidum dans ce qui va devenir Bratislava, avec citadelle, frappe de monnaie. Puis arrivent des peuples germaniques.
Deux peuples, germaniques ou germano-celtiques, les Marcomans et les Quades, aux marges de l'Empire romain, résistent à son expansion : guerres marcomanes (167-188), limes romain sur le Danube,  limes du Danube (en), limes de Pannonie (en), provinces romaines de Pannonie, de Norique.
De cette époque date une fréquentation de quatre siècles de la civilisation romaine, dont la religion romaine antique, la viticulture, et sans doute l'arrivée des premiers Juifs, dans ou autour de l'armée et de l'administration romaines, et une première christianisation en milieu cosmopolite urbain.
Les limes danubiens (en), limes de Pannonie (en) et limes de Mésie (en) précisent les zones d'influence.
La liste des noms latins des villes de Tchéquie vaut surtout pour les toponymes dans les textes du Moyen-Âge.

### Slavisation (Ve–IXesiècles)
Mais, dès 380, l'Empire romain d'Occident ne maîtrise presque plus rien dans la région. Les mouvements migratoires des populations germaniques, hunniques et autres (IVe – VIe siècles) provoquent la fin de l'antiquité tardive. La circulation et le mélange des peuples à cette époque reste difficile à établir.
Dans la région d'Europe centrale (Sud de la Pologne, Silésie, Tchéquie, Moravie, Bohême, Slovaquie) s'installent des Slaves occidentaux, qui se distinguent des autres peuples slaves par leurs langues slaves (dites occidentales), toutes issues d'un même proto-slave.
De cette époque date, pour la Tchéquie comme pour la Slovaquie, un paganisme slave, une mythologie slave (liste des divinités slaves), que certain reconstructionnisme néopaïen cherche à revitaliser.
Selon la chronique de Frédégaire, une union des tribus slaves (Moravie, Bohême, Serbie blanche) entre 623 et 659 se place sous la direction du marchand goth / franc Samo de Bohême, pour contrer les attaques avares, jusqu'à disparaître.
Le khaganat avar (560-805) est alors le voisin le plus agressif mais aussi le plus cultivé, ainsi qu'en atteste l'Horizon Blatnica-Mikulčice (en), site archéologique bi-national (tchèque et slovaque) des Avars de Pannonie ou khanat (pseudo-)avar des VIIe – IXe siècles.
Vers 820-870, avec Mojmír Ier et Rastislav, se constitue la principauté slave de Grande-Moravie (Mährerreich), qui marque le début de l'histoire slovaque, sorabe et tchèque, avec l'arrivée des moines missionnaires byzantins Cyrille et Méthode qui évangélisent la région et donnent aux peuples slaves l'alphabet glagolitique.
Après l'éclatement de l'Empire carolingien confirmé par le traité de Verdun (843), l'avènement de Louis II de Germanie (liste des souverains d'Allemagne), roi de Bavière (817-865) et roi (843-876) de Francie orientale (futur royaume de Germanie (911-1806)) confirme une présence et une poussée à l'ouest de la région.
Svatopluk Ier, de Nitra, dirige la Moravia Magna de 870 à 894, et annexe la Bohême et la Slovaquie occidentale (et une petite part de la Hongrie et de la Bavière (Serbie blanche)).

### Xe–XIVesiècles
Le Duché de Bohême (872-1198) est d'abord une principauté de la Grande-Moravie. En Moravie, avec sa femme Ludmila, le duc Bořivoj Ier de Bohême adopte la forme catholique du christianisme qu'il entreprend de diffuser dans le pays dès son retour en Bohême. Il construit des édifices religieux importants comme l'église de Levy Hradec. 
Grâce au catholicisme, le royaume est admis parmi les États féodaux ouest-européens de l'Occident chrétien. Les moines et les prêtres, qui savent lire et écrire, apportent les premiers livres (en latin). D'importantes églises sont construites, avec des ateliers d'écriture, enluminure et reliure où l'on fabrique les livres à la main. Les moines copistes et les écrivains publics commencent à recopier les textes avec des plumes d'oie sur des supports en parchemin. Les livres, pleins d'illustrations superbes, servent à répandre la culture religieuse ou laïque. Les vies des saints et les chroniques témoignant des événements importants ou des actions remarquables des gouvernants de l'époque se multiplient.
En 924, le prince Venceslas de Bohême prend le pouvoir avant d'être assassiné en 935 par son frère Boleslav et d'être béatifié. Depuis, saint Venceslas est le patron de la Bohême. La ville de Prague devient le centre du pouvoir et un évêché y est instauré en 973.
En 1085, le prince Vratislav II Przemysl est élevé au rang de roi de Bohême, la couronne tchèque devient héréditaire avec Vladislav II Przemysl en 1158. L'urbanisation du royaume commence avec la fondation de villes comme Brno, Znojmo ou Poděbrady. 
Au XIIIe siècle, vers 1260, en Autriche (Salzkammergut et Wienerwald), l'inquisition attaque une quarantaine de communautés de Waldenser, adeptes de l'Église évangélique vaudoise (créée vers 1170, autour de Vaudès (1140-1217), dit Pierre Valdo), dont le paulicianisme, peut-être inspiré du bogomilisme va inspirer le catharisme. Il paraît probable que les idées ont également circulé sur le territoire tchèque.
Après le long règne (1310-1346) de Jean Ier de Bohême (1296-1346), de la maison de Luxembourg), souvent absent, le long règne (1346-1378) de l'empereur Charles IV (1316-1378), son fils, marque le début d’un âge d'or, dont témoignent encore les embellissements de Prague, devenue capitale du Saint-Empire romain germanique. Le royaume de Bohême (1198-1918) est alors vaste (Bohême, Moravie, Lusace, Silésie), peuplé principalement de Tchèques, mais aussi d'Allemands.
Un peuplement germanique s'est répandu pacifiquement dans plusieurs régions de l'Europe centrale, avec l'installation de paysans, de marchands et d'artisans (Drang nach Osten (« marche vers l'est » ou « colonisation de l'Est »), appelés par les monarques ou féodaux, et bénéficiant généralement du droit de Magdebourg (au moins depuis 1188). Les Allemands des Sudètes, tout comme les Allemands des Carpates (en Grande Slovaquie) impliqués dans l'histoire des mines de Haute-Hongrie, occupent une place privilégiée dans leurs relations avec les autorités germanophones.
À la mort de Charles IV, son fils aîné et successeur, Venceslas de Luxembourg (1361-1419), roi de Bohême (1378-1419), manque du dynamisme nécessaire à une situation politique locale et européenne (en tant que futur empereur) difficile, aggravée par l'épidémie de peste de 1380.
- Christianisation de la Bohême (en), Christianisation de la Moravie (en)

### XVe–XVIIIesiècles
La deuxième pandémie de peste frappe l'Europe à partir de 1347 (peste noire), et demeure active jusque vers 1800. Elle atteint la région à plusieurs reprises dont en 1424.
L'autre événement, contemporain et également jugé « diabolique », est la Réforme de Bohême (en) (ou Réforme tchèque ou Réforme hussite). Jan Hus (1372-1415), et d'autres religieux et théologiens (Jan Želivský (1380-1422)), en plein Grand Schisme d'Occident (1378-1417), dénoncent certaines dérives de l'Église catholique romaine, trop temporelle et pas assez spirituelle, à Rome autant que localement. L'Église hussite se veut un retour à l'Église apostolique (au sens de l'église des apôtres), spirituelle et pauvre.
L'excommunication de Jean Hus en 1411, puis un nouveau scandale de commerce des indulgences de Jean XXIII en 1411-1412 pour financer une guerre, sont des motifs suffisants de troubles ou d'émeutes dont Jan Hus est présenté comme responsable. Il est condamné comme hérétique, et brûlé vif.
Une partie de la noblesse proteste, dans ce qui s'avère aussi un conflit entre féodalisme et absolutisme. La défenestration de Prague (1419), alors capitale du Saint-Empire romain germanique, est le premier épisode d'une insurrection de dix-huit ans et  de cinq croisades envoyées par le pape Martin V et l'empereur Sigismond, auxquelles les Tchèques résistent.
Les croisades contre les hussites (1420-1434), menées côté hussite par des chefs élus, Jan Žižka (1370-1424) et Procope le Grand (1380-1434) : bataille du mont Tábor (cs) (Bohême du Sud) et la victoire de Kutná Hora (cs) (1422), dévastation de la Bohême, de la moitié de l’Allemagne et de la Hongrie par des fanatiques qui sèment la terreur, antagonisme croissant entre Tchèques et Allemands, ces derniers rangés dans le camp catholique. 
Le concile de Constance (1414-1418) donne lieu entre autres au procès et à la condamnation pour hérésie des réformateurs John Wyclif, Jan Hus et Jérôme de Prague (et les deux derniers sont suppliciés sur le bûcher à onze mois d'intervalle). Le concile de Bâle-Ferrare-Florence-Rome (1431-1441) adopte le conciliarisme (même avec supériorité papale, et condamné en 1870 et 1964) et signe des accords (compacta) avec les hussites modérés (mais qui ne sont pas ratifiés par le pape).
La Réforme protestante, commencée par Martin Luther en 1517, se répand avec d'autres dans tout l'Empire, particulièrement en Autriche. Elle s'accompagne de la guerre des paysans allemands de 1524-1526, outre celles qui ont précédé (Mouvement Bundschuh, 1493-1517)) et suivi (liste des insurrections paysannes (de)), et qui ne sont pas spécifiques aux pays allemands (jacqueries, révolte des croquants, etc.). Les soulèvements paysans en Haute-Autriche (de), voisine de la Bohême, sont fréquents, et tout autant préoccupés d'un christianisme plus authentique.
En 1526, peu de temps après le sac de Buda par les Turcs, Ferdinand de Habsbourg est élu roi de Bohême : le Cujus regio, ejus religio s'applique aussi dans ce cas. Le royaume est alors intégré à la monarchie de Habsbourg, tout en conservant une relative autonomie. Troubles religieux, troubles sociaux, et guerres traversent tout le XVIe siècle dans la grande région.
En Bohême, les utraquistes (ou hussites) deviennent les Frères moraves (ou Frères tchèques) au XVIe siècle. Devenus majoritaires en 1575, ils publient la confession de Bohême (fondée sur la confession d'Augsbourg de 1530) qui s'oppose à la foi catholique. Pourtant, en 1609, les Tchèques obtiennent par une « lettre de majesté de Rodolphe II des garanties sur la liberté de religion.
Sous Ferdinand II (1620–1637), à la suite de longues rivalités, à l'automne 1620, la sainte ligue envahit puis s'empare de la Bohême. Le 8 novembre, l'empereur Ferdinand II l'emporte sur Frédéric V du Palatinat au lieu-dit la Montagne-Blanche. Ferdinand reprend la couronne de Frédéric V, qui se retrouve exilé. La défaite des armées protestantes marque la mise sous tutelle définitive du royaume de Bohême aux catholiques de la Maison Habsbourg.
La noblesse tchèque (largement protestante) est décimée, ses propriétés réparties entre les généraux vainqueurs (Bucquoy, Tilly, Wallenstein). 
Certains préfèrent l'exil, comme Jan Amos Komenský, l'une des grandes figures de l'Église protestante tchèque (dite fraternelle). Le comte protestant von Thurn fuit en Transylvanie, et plus tard en Turquie. En 1621, 27 protestants sont exécutés.
La Bohême, à 90 % protestante (Confessio Bohemica de 1575), est alors massivement convertie (souvent de force) à la foi catholique dans le mouvement de la Contre-Réforme, lequel a pour conséquence de parsemer Prague d'églises baroques et la campagne tchèque, de monastères. Dans la mémoire collective tchèque, cette époque est appelée « la période des ténèbres ». En 1627, la nouvelle constitution du royaume, ratifiée à Vienne, rend la religion catholique exclusive, et impose la langue allemande.
La Contre-Réforme provoque divers mouvements de population. Les anabaptistes du Tyrol trouvent refuge en Moravie, avant de partir pour l'Amérique du Nord. Les luthériens sont nombreux (peut-être 100 000) à s'enfuir vers les villes d'Allemagne, de Suisse, de Suède et dans les provinces baltes suédoises (Lettonie et Estonie, prises à la Pologne). Les victoires des Habsbourg contre l'Empire ottoman entraînent d'autres exodes (d'orthodoxes serbes ou roumains, cette fois).
Les Tchèques doivent attendre les réformes de Joseph II (1764–1790), catholique anticlérical, pour bénéficier de l'édit de tolérance religieuse (1781-1782).
Sitôt maître absolu, Joseph II fait des réformes religieuses, inspirées de l'Aufklärung, qui consistent à soumettre l'Église à l'État : réduction du nombre de séminaires, suppression de congrégations et d'ordres contemplatifs jugés inutiles, tolérance à l'égard des chrétiens non catholiques…
Ces réformes inquiètent tellement le Saint-Siège que le pape Pie VI fait en personne le voyage depuis Rome pour inciter l'empereur à revenir sur ses intentions.
- Histoire de l'Église morave (en) et Nicolaus Zinzendorf (1700-1760, comte impérial de Zinzendorf et Pottendorf)

### XIXesiècle
Le traité de Presbourg, le 26 décembre 1805 entre la France et l'Autriche, à la suite des défaites autrichiennes à Ulm (16-19 octobre) et Austerlitz le 2 décembre, est signé au palais primatial à Presbourg (en slovaque Prešporok, aujourd'hui Bratislava) par Napoléon Ier et l'empereur François Ier d'Autriche. Ensuite, la Tchéquie ou Bohême-Moravie appartient à la Confédération germanique (1815-1848 et 1850-1866).
Josef Dobrovský (1753-1829) et Josef Jungmann (1773-1847) sont à la source de la renaissance nationale tchèque, en langue tchèque, revendiquée, contre l'exclusive allemande et les discriminations linguistiques.
L’austroslavisme désigne au XIXe siècle une orientation politique de ceux qui se revendiquent Slaves d’Autriche-Hongrie (et plus particulièrement des Tchèques et des Croates) dans le double contexte de l’adhésion aux valeurs slavophiles et de la fidélité à la dynastie des Habsbourg. Le panslavisme rejette toute domination autrichienne (et allemande).
František Palacký (1798-1876) et František Ladislav Rieger (1818-1903), à l'origine du mouvement national tchèque, redoutent la dissolution de la nation tchèque dans une « mer allemande » et revendiquent la recréation d'un royaume de Bohême indépendant.
La révolution de Mars 1848, ou Printemps des peuples, est une parenthèse pour l'empire d'Autriche (1804-1867), l'Autriche-Hongrie (1867-1918) (Empire austro-hongrois) et les royaumes et pays représentés à la Diète d'Empire (1867-1918) (« Cisleithanie »), mais un grand pas pour le mouvement tchèque. Une des premières tâches est de promouvoir le patrimoine culturel tchèque et de préparer la création du théâtre national tchèque, catalyseur, symbole et illustration de la renaissance de la culture tchèque.
La période du ministre Alexander von Bach (1848-1859) qui s'appuie sur quatre « armées » : « une armée de soldats debout, une armée de fonctionnaires assis, une armée de prêtres agenouillés et une armée de lèches-bottes rampants » est marquée par un favoritisme vis-à-vis de l'Église catholique à la suite du concordat d'août 1855 avec le Vatican : l'État confie à l'Église catholique le contrôle de l'éducation et de la vie de la famille.
En décembre 1851, l'empereur suspend la constitution de 1848, ne gardant plus que l'égalité devant la loi, l'abolition du servage, la liberté religieuse et la décentralisation locale.
L'industrie se développe et la Bohême devient le bassin industriel de l'Empire austro-hongrois. Le développement industriel et commercial se reflète dans celui de l'éducation, de la culture et du sentiment (voire du ressentiment) national tchèque. C'est une période d'intense compétition tant industrielle que culturelle entre les citoyens de culture tchèque et les ceux de culture allemande.

### XXesiècle
En 1910, plus de 90% de la population est catholique. L'indépendance de la Tchécoslovaquie, en 1918, marque une soif de changement au sein d'une frange de l'Église catholique, trop liée pour beaucoup au défunt Empire austro-hongrois. Une partie classée à gauche du clergé entreprend alors de fonder une Église nationale, détachée du Saint-Siège, et reprenant l'héritage hussite. Elle naît le 8 janvier 1920, fortement appuyée par le pouvoir en place, s'appelant d'abord Église tchécoslovaque, puis Église tchécoslovaque hussite.
L'histoire de la religion en Slovaquie ou en Tchéquie au XXe siècle est aussi complexe que celle des deux pays. Il suffit de rappeler l'antisémitisme, la shoah en Tchéquie (1938-1945), l'expulsion des Allemands d'Europe de l'Est (1944-1948), puis les persécutions anti-chrétiennes dans le bloc de l'Est (1917-1990) (en).
Contrairement à la Pologne où l'Église catholique romaine joue un rôle de premier plan, ce sont les intellectuels qui s'engagent à Prague contre l'attitude répressive du gouvernement communiste et pour une société plus juste et plus démocratique. Le Manifeste des 2000 mots et la Charte 77 signé en décembre 1976, reflètent cet engagement.

### XXIesiècle

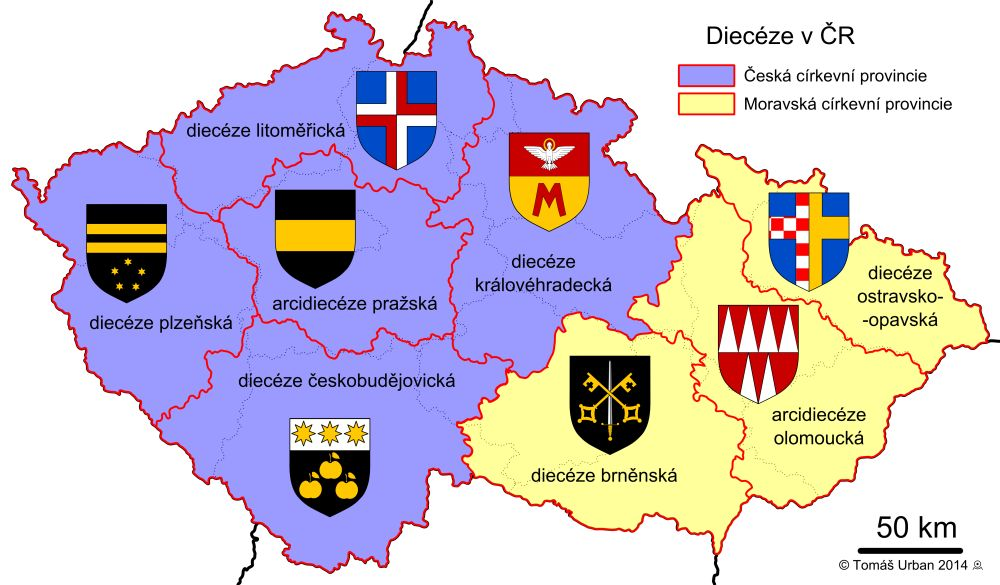
Diocèses chrétiens catholiques romains en Tchéquie

Après la Révolution de Velours (1989), certains monastères et églises sont restitués mais pas dans leur intégralité ni les autres propriétés d’antan. En 2008, un projet de loi de dédommagement financier de l'Église par l’État est approuvé par le gouvernement, mais rejeté par le Parlement.
En 2011, le paysage religieux tchèque est particulier : la religion semble ne concerner plus qu'un cinquième de la population.

## Autres religions ou spiritualités
Elles correspondent à la culture de minorités, anciennes ou récentes. Le christianisme catholique, au moins depuis 2000, semble être devenu, hors tourisme religieux, une minorité culturelle, surtout en comparaison avec le paysage religieux en Autriche ou en Pologne.

### Judaïsme
Une présence juive active est repérée au XXe siècle.
Dès le XIe siècle, une petite communauté est installée à Prague. D'autres s'installent progressivement dans d'autres agglomérations.
Les libertés civiles et commerciales varient beaucoup selon les époques et les lieux : accueil, protection, ségrégation, interdiction, antisémitisme, pogrom, concurrence, déplacement, expulsion, extorsion… Plusieurs fois, des communautés parviennent à fuir dans les régions proches où on les accueille plus favorablement, d'autres zones du Saint-Empire.
Leur présence s'avère pourtant souvent nécessaire : on les rappelle. La communauté de Prague est particulièrement active et participe à son développement économique. Son rayonnement dans le judaïsme ashkénaze est important et durable.
La Shoah en Bohême-Moravie, c'est la vitrine de Theresienstadt, et la réalité, la déportation et la mort organisée d'au moins 80 000 Juifs tchèques (sur 120 000 en 1939).
En 2020, la population juive tchèque officielle est d'un peu moins de 4 000 personnes sur une dizaine de communautés.
- Histoire des Juifs en Tchéquie

### Allemands des Sudètes
La population estimée des Allemands de Tchécoslovaquie (1918-1938) (en) est d'environ 3 123 000 en 1921, quelle qu'en soit la définition, représentant 32,6 % de la population de la Bohême, 20,7 en Moravie, et 41,9 % en Silésie, soit globalement près d'un quart de la population globale (13 410 000).
Selon les estimations allemandes, il y a 4 500 000 civils allemands présents en Bohême-Moravie en mai 1945, dont  réfugiés de Silésie (fuyant l'avancée des armées soviétiques).
Dans le cadre de l'expulsion des Allemands d'Europe de l'Est (1944-1948), et plus particulièrement de l'expulsion des Allemands de Tchécoslovaquie après la Seconde Guerre mondiale, toute une frange du protestantisme, radical ou non, disparaît, déplacée ou déportée, 800 000 vers l'Union soviétique et 1 600 000 vers l'Allemagne de l'Ouest.
La minorité allemande de la République tchèque compte vers 2010 environ 42 500 personnes, descendants d'Allemands actifs contre le nazisme, intégrés.

### Roms
La minorité rom de Tchéquie (2 à 3 %) de la population n'a pas de particularité religieuse connue, mais, après les persécutions de Porajmos (1939-1945), souffre d'antitziganisme.

### Islam
La Tchéquie aurait une population estimée de 20 000 musulmans (0,2 % de la population). Au recensement de 2010-2011, seulement 3 358 citoyens se déclarent musulmans.
L'islam en Tchéquie (cs) provient de l'histoire de la double occupation du sud-est de l'Europe par deux blocs mouvants, l'Empire ottoman et l'Autriche-Hongrie : au gré des fluctuations de pouvoirs et de frontières, une faible proportion de musulmans, de toute origine (Turquie, Bosnie-Herzégovine, Kosovo, Caucase, principalement), se retrouve en Tchéquie au XXIe siècle.
La première organisation musulmane en Tchécoslovaquie a fonctionné de 1934 à 1949. Le « Centre des communautés musulmanes », créé en 1991, assure la coordination nécessaire. 
La localisation principale des musulmans tchèques est Prague et Brno, mais aussi Teplice, Hradec Králové, Liberec, Pilsen, Karlovy Vary, et le village de Kolová : offices, bibliothèques, enseignement religieux, conférences, lectures, entraide, assistance aux malades et aux détenus, etc.
La vie religieuse se concentre dans les deux mosquées de Prague (1999) et Brno (1998), gérées par des fondations islamiques. Ces mosquées remplacent des lieux de culte provisoires. Il existe également d'autres maisons de prières.

### Bouddhisme
Les 6 000 bouddhistes déclarés sont principalement d'origine coréenne et vietnamienne, donc récente. Le premier temple bouddhiste de style vietnamien date de 2008. Il existe plusieurs temples coréens, trois à Prague et un à Brno.

### Paganisme et néo-paganisme
Le néopaganisme vise à revivifier et réinventer une partie des pratiques et traditions slaves occidentales et/ou nationales tchèques, au risque de retomber dans des dérives anciennes (1870-1940). Il existe aussi quelques traces d'un néopaganisme européen de langue allemande (en), plutôt déplacé dans la région.
Par contre, la liste du patrimoine culturel immatériel de l'humanité en Tchéquie offre quelques perspectives : 
- Musique traditionnelle tchèque,
- Danses traditionnelles tchèques et moraves,
- Chevauchée des Rois en Slovaquie morave,
- Bleu de réserve (Bettelkelsch).

Subsistent encore des reliquats de traditions de fête païenne :
- costumes des jours de fête,
- traditions de Pâques et/ou d'équinoxe : Pomlázka (Šibačka en slovaque),et Œuf de Pâques,
- traditions du solstice d'été, ou Fête de la Saint-Jean : feux,
- traditions de Noël et/ou de solstice d'hiver : Chant_de_Noël.

Les minorités nationales (slovaques, allemandes, magyares, roms, juives, górali) maintiennent une partie de leurs propres particularités culturelles, sans qu'on évoque autre chose que leur ethnicité minoritaire.

### Nouveaux mouvements religieux
Parmi les quelques nouveaux mouvements religieux (NMR) visibles en Tchéquie contemporaine (2020) : 
les courants mondiaux du New Age, et des résurgences d'anthroposophie, théosophie, géomancie, ésotérisme.
Au recensement de 2011, 15 070 Tchèques se sont déclarés appartenir à la « religion du Jedi ». Le Jediisme (Jedi census phenomenon (en)), phénomène international, est ici concentré à Prague. Il peut s'interpréter aussi comme une forme de plaisanterie, en protestation au mode de recensement de 2011.

## Galerie

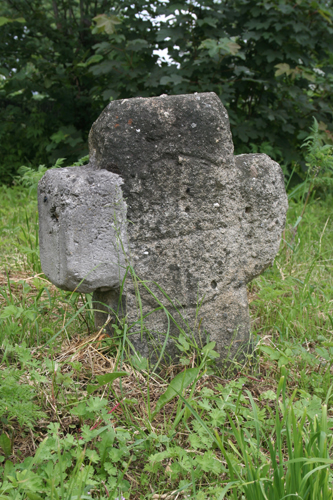
Croix, près de Toužim (Karlovy Vary)
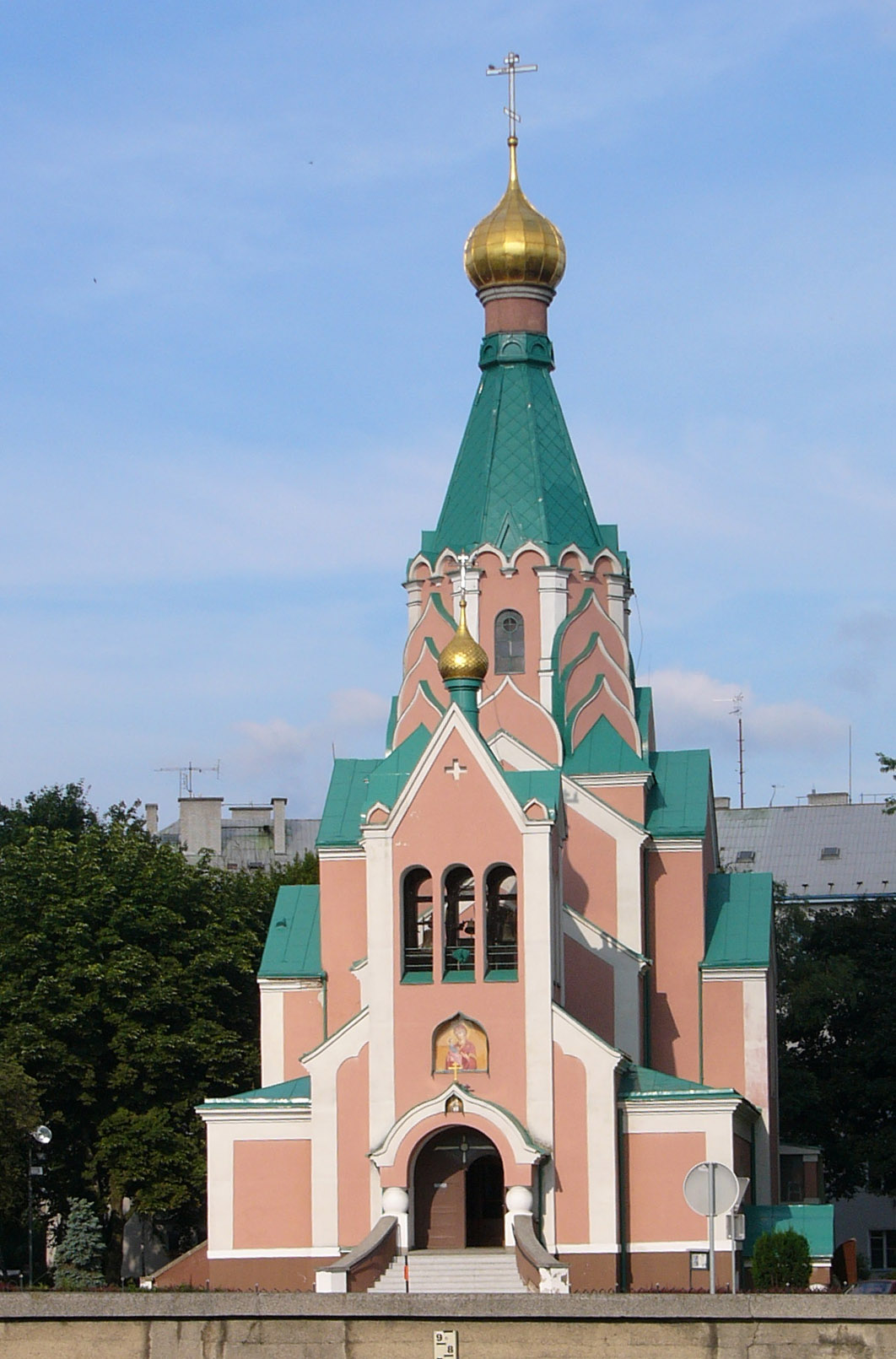
Église Saint-Gorazd (Olomouc)
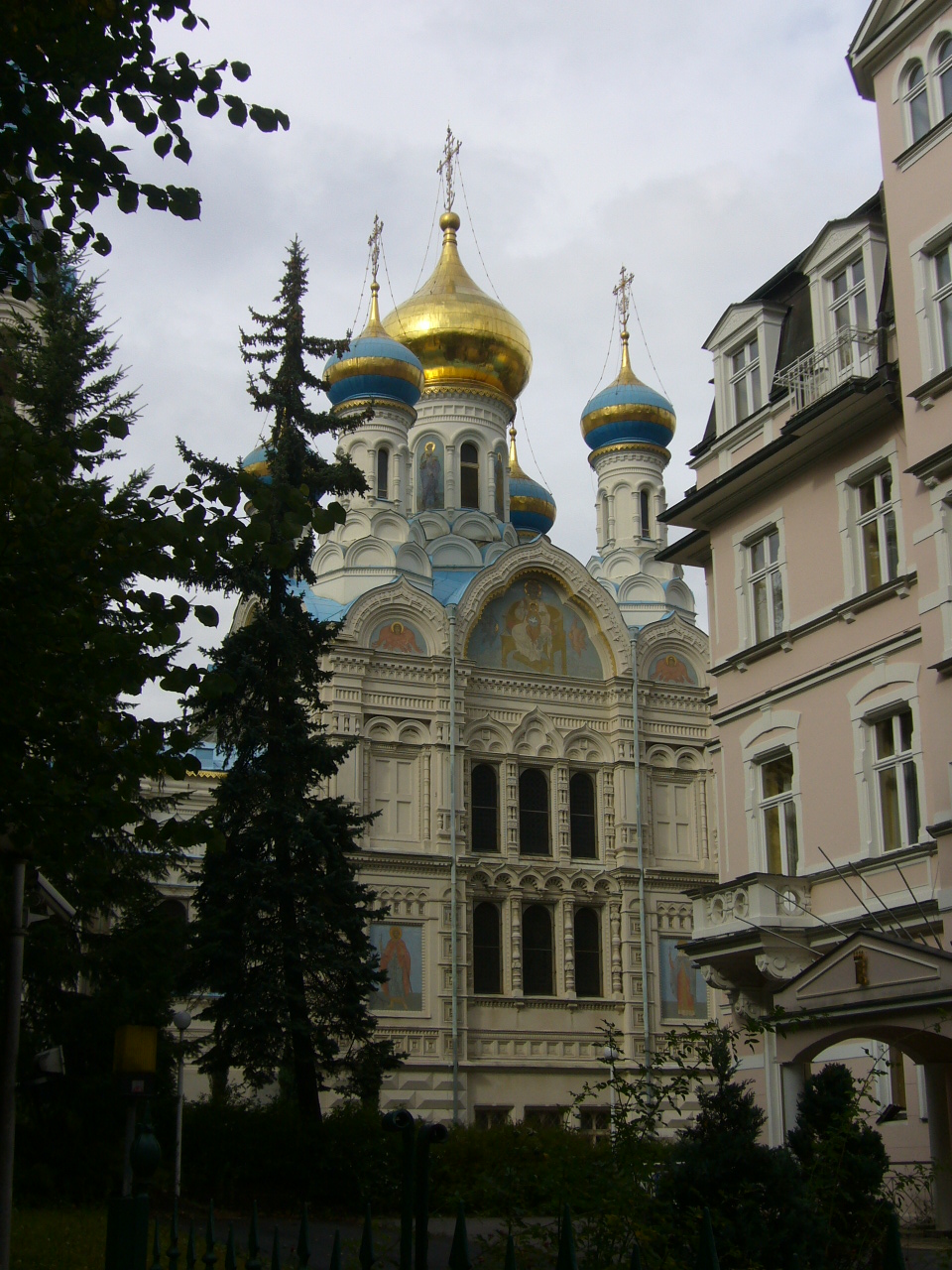
Cathédrale St-Pierre et St Paul (Karlovy Vary)
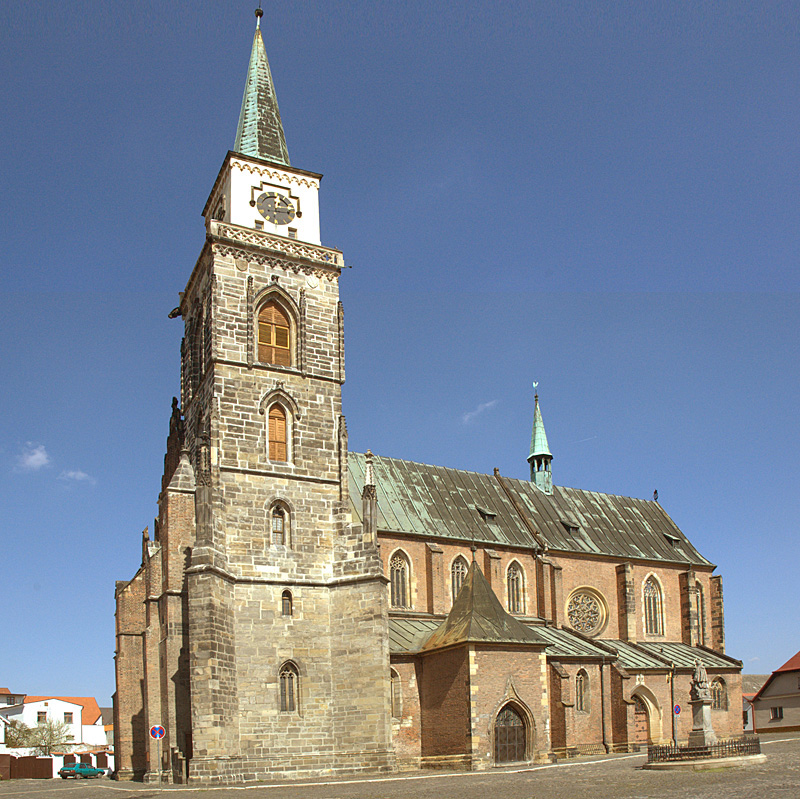
Église Saint-Gilles (Nymburk)
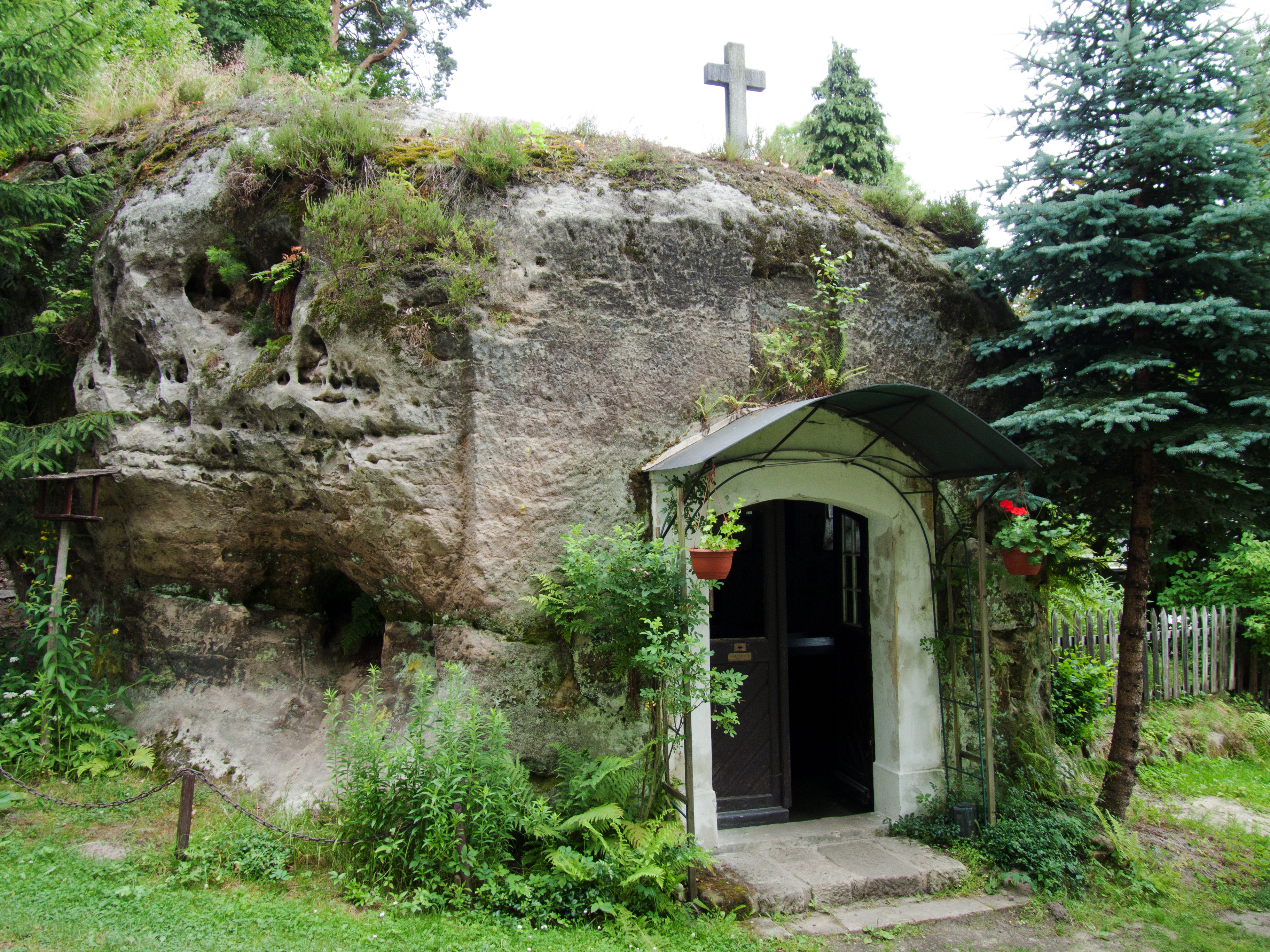
Chapelle de rocher (Všemily, Suisse de Bohême)
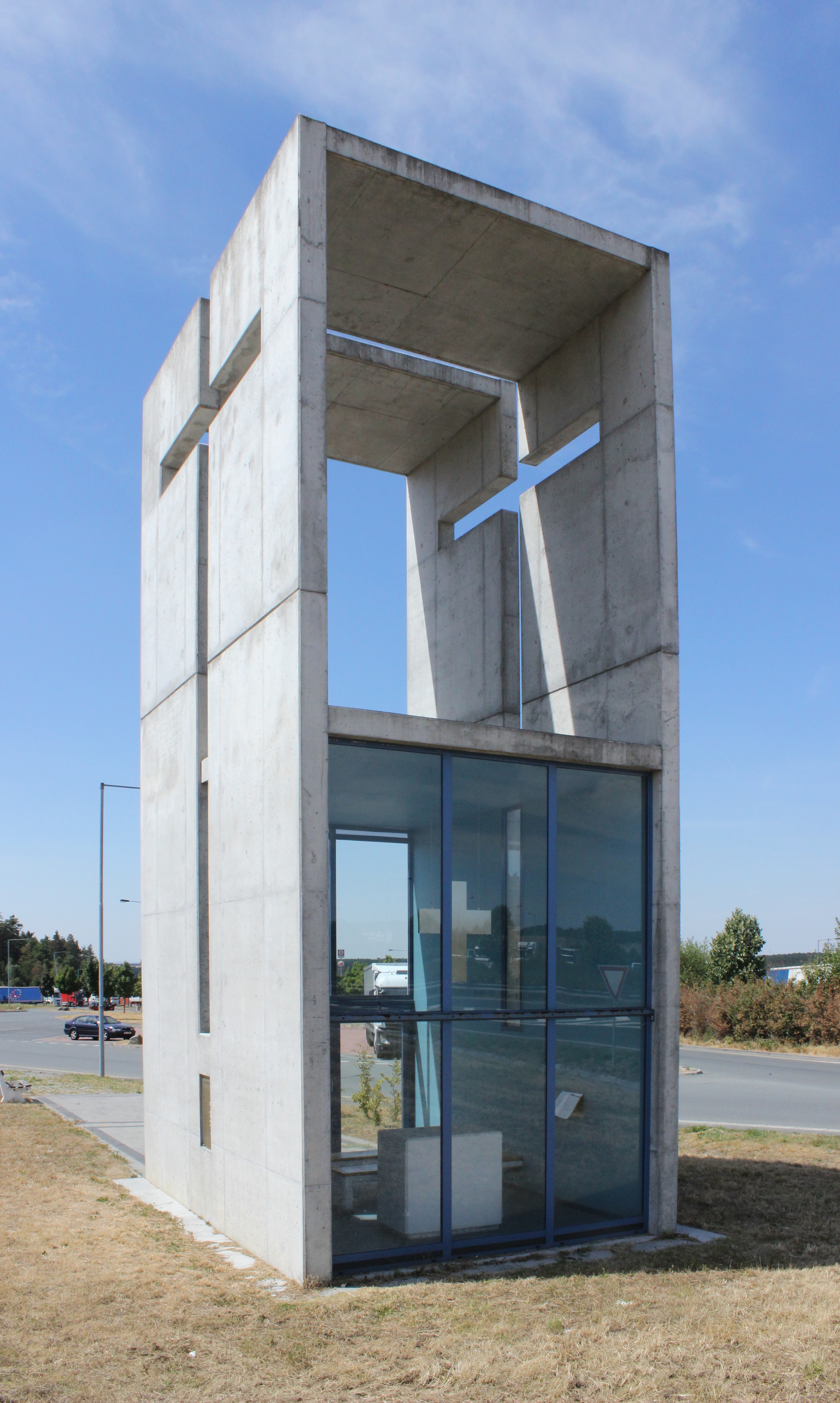
Église de route (près de Plzeň)
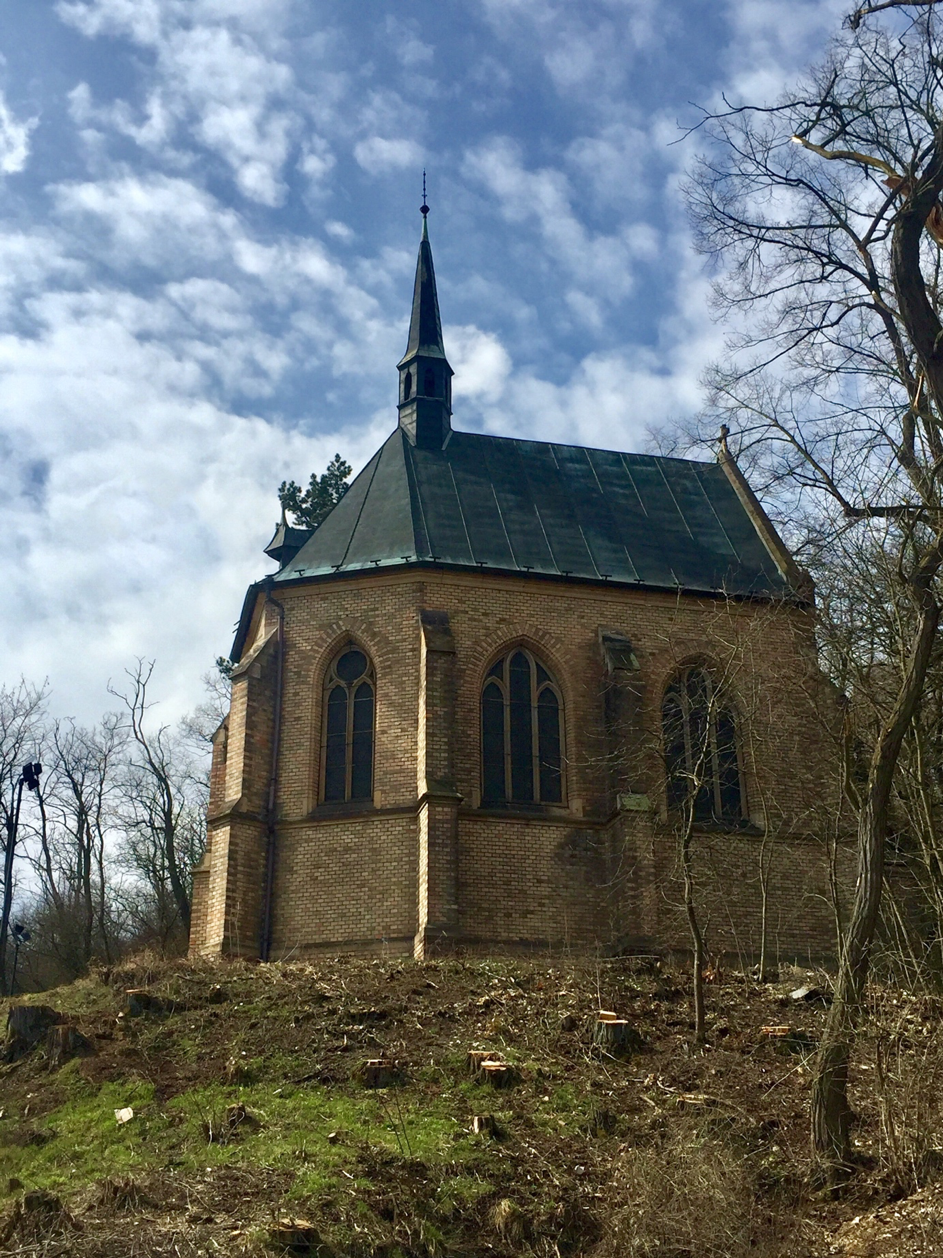
Chapelle de la Vierge Marie (Beroun)
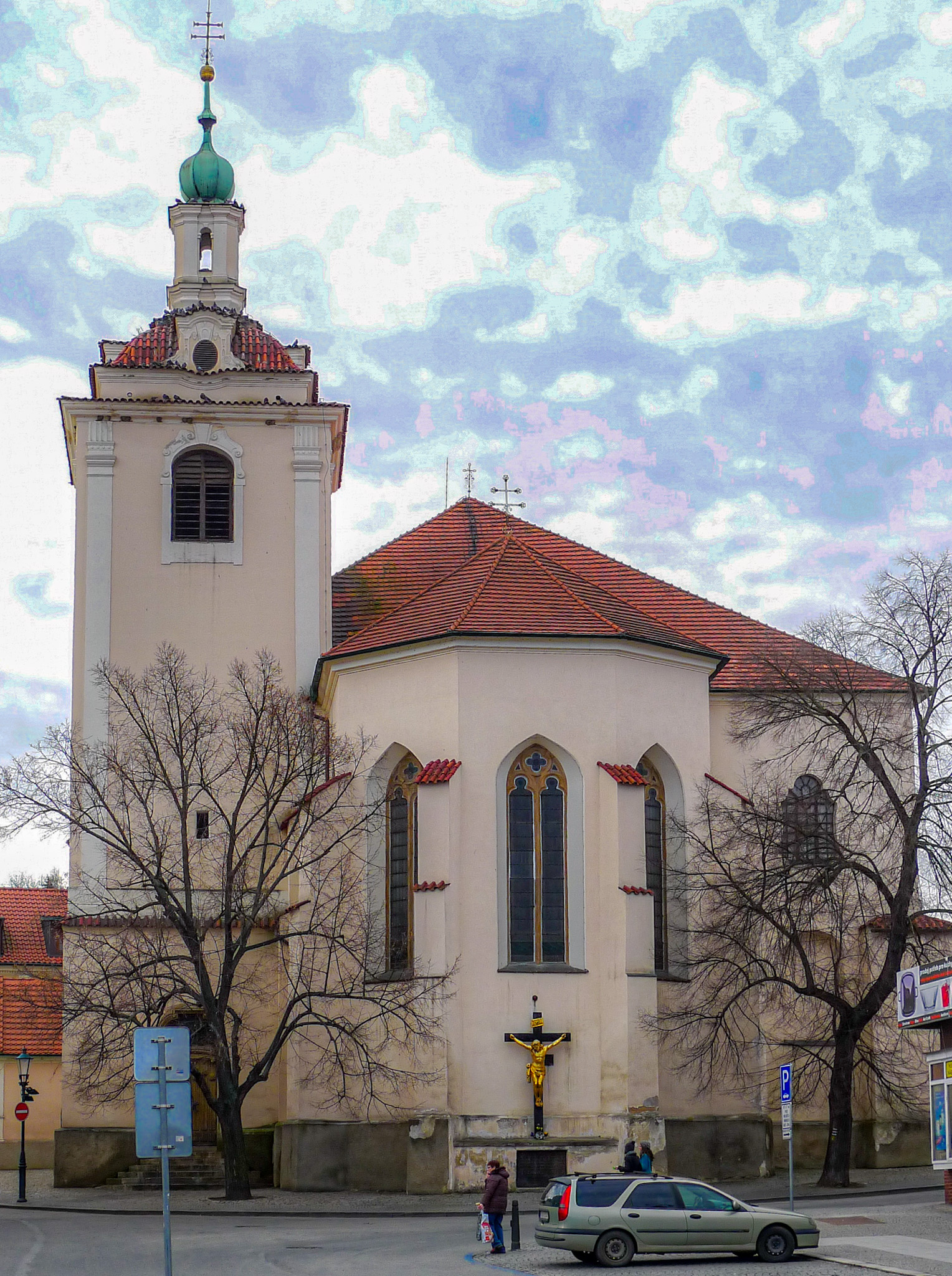
Église Saint-Jacques (Beroun)
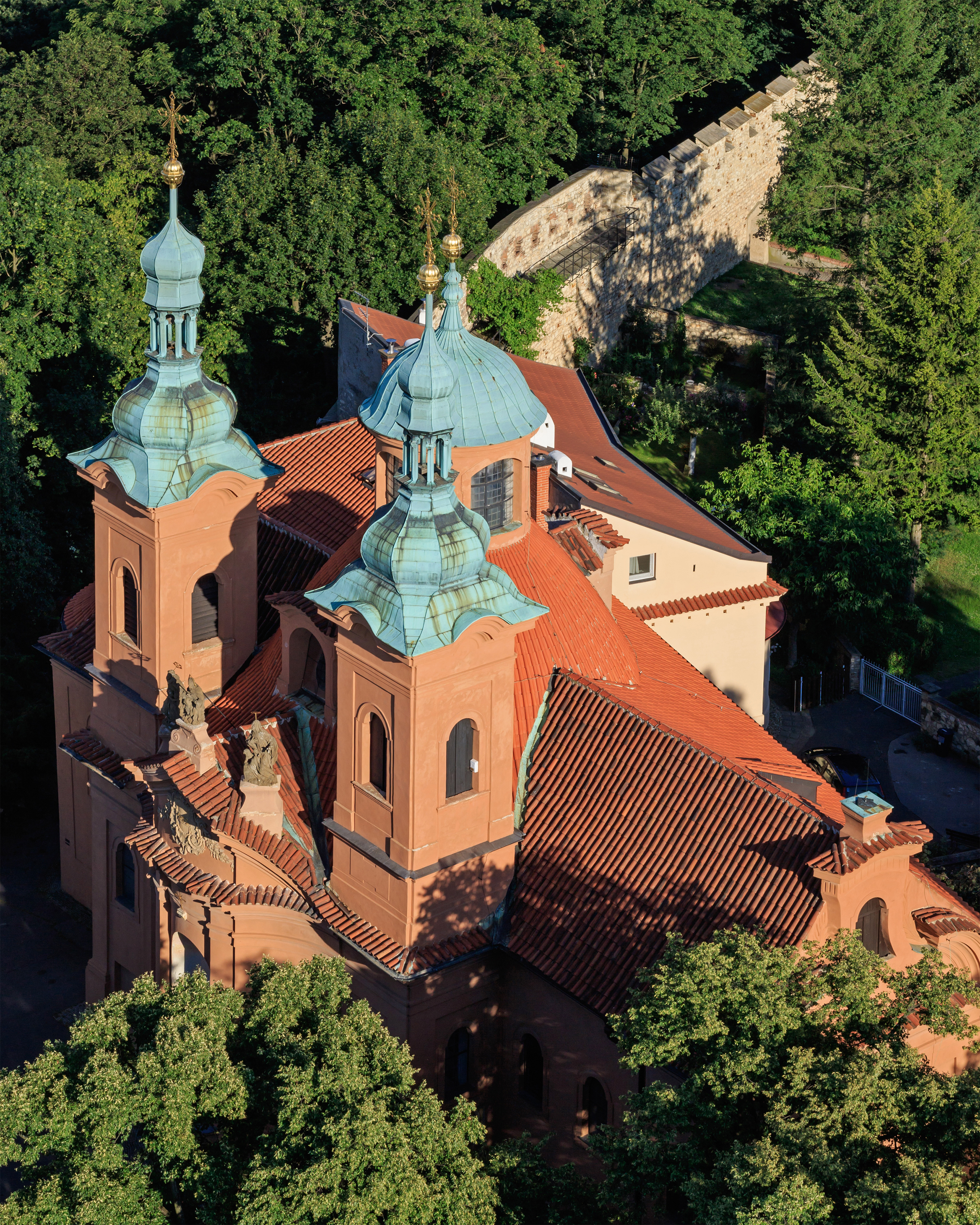
Cathédrale vieille-catholique St-Laurent (Prague)
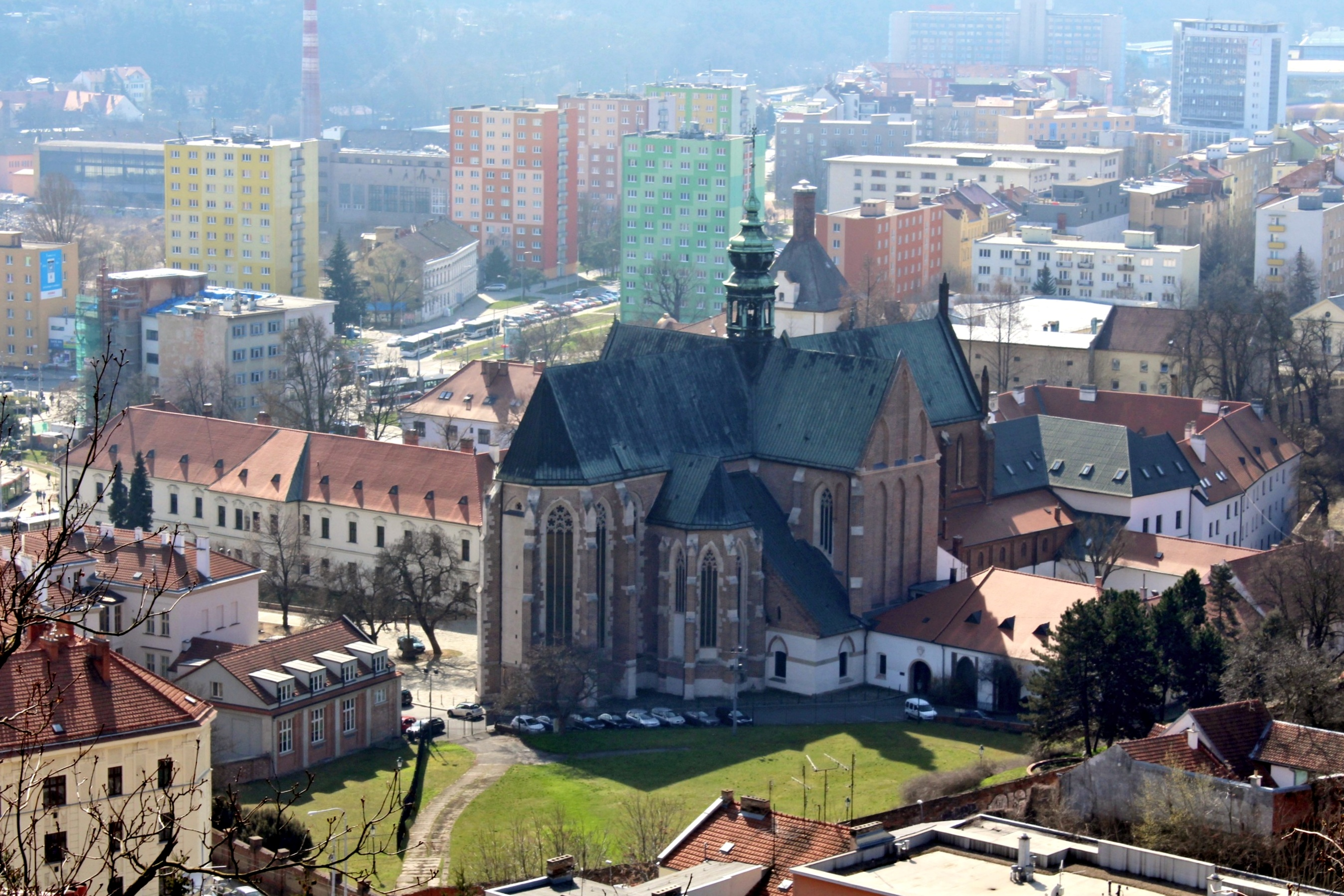
Monastère St Thomas et Basilique de la Vierge (Brno)
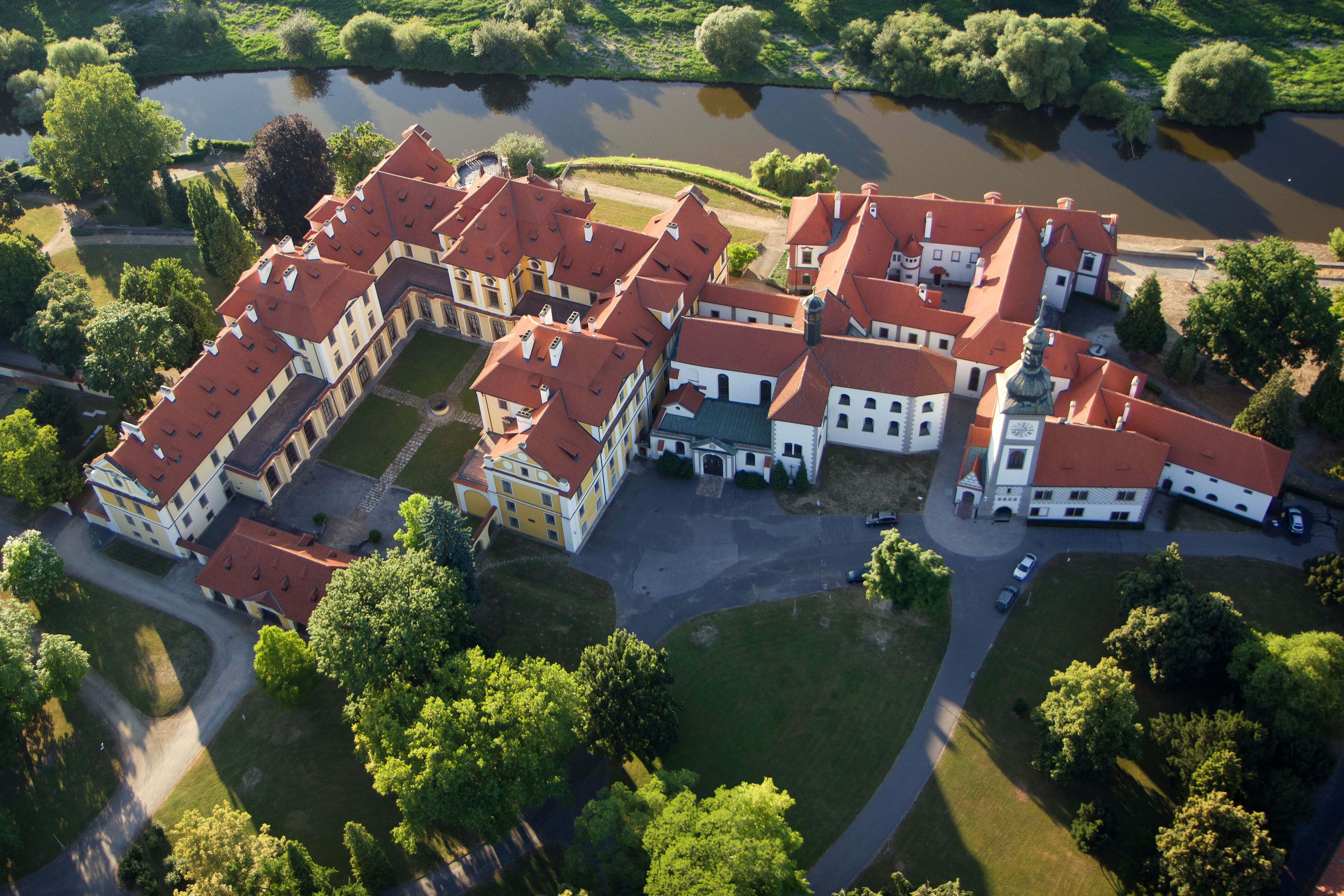
Ancien monastère de Zbaslav (Prague)
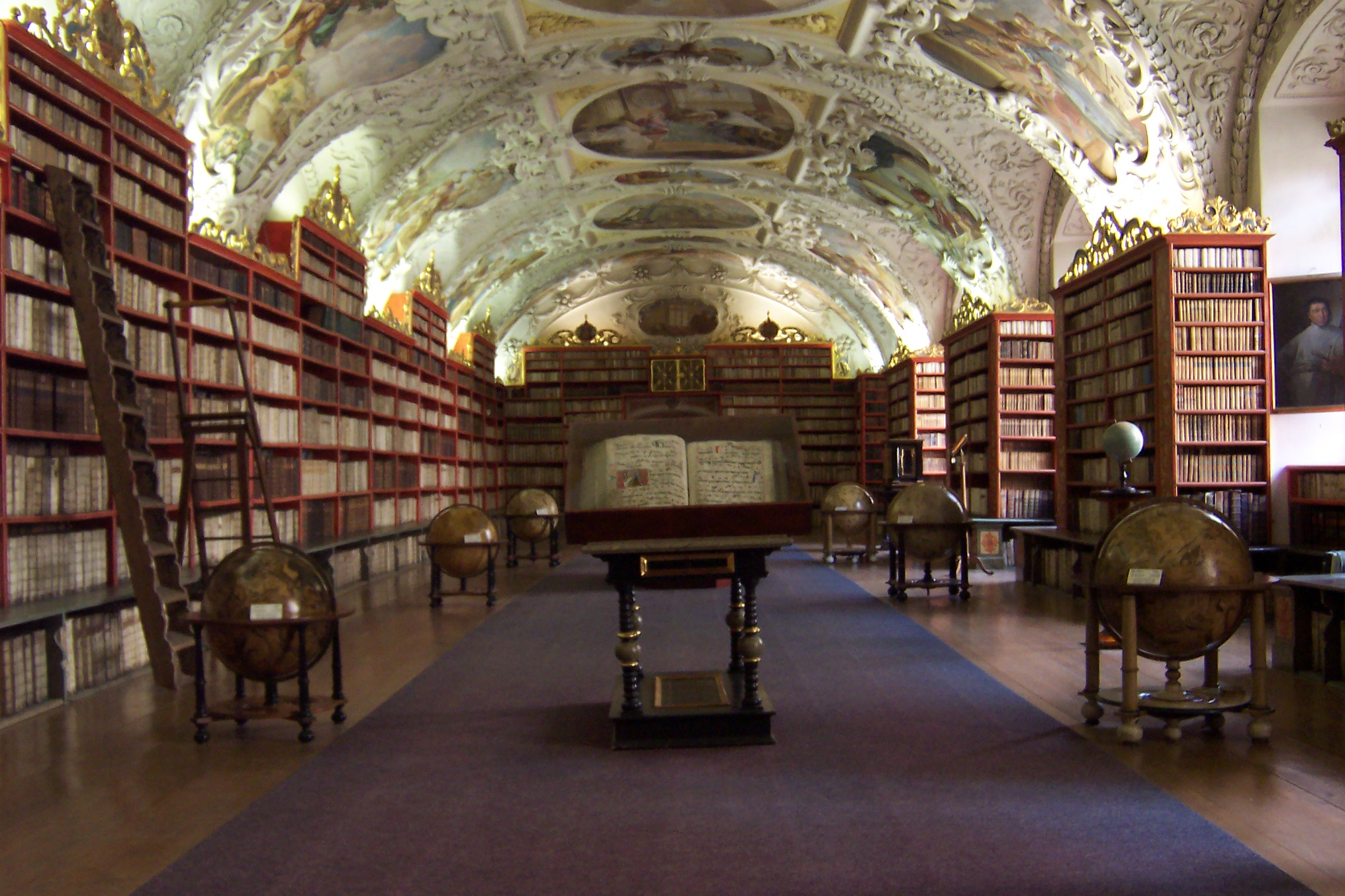
Bibliothèque du Monastère de Strahov (Prague)
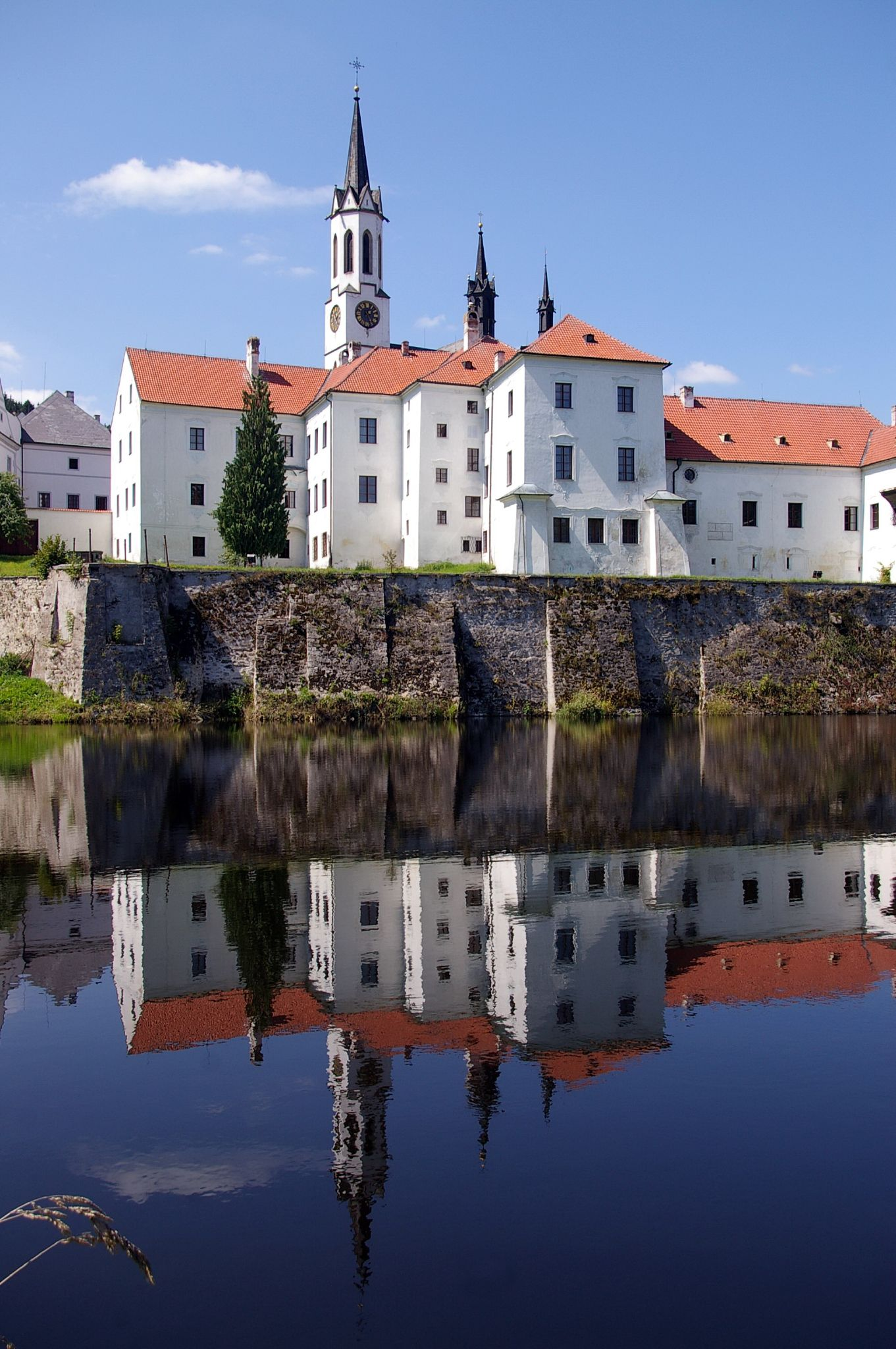
Abbaye de Vyšší Brod
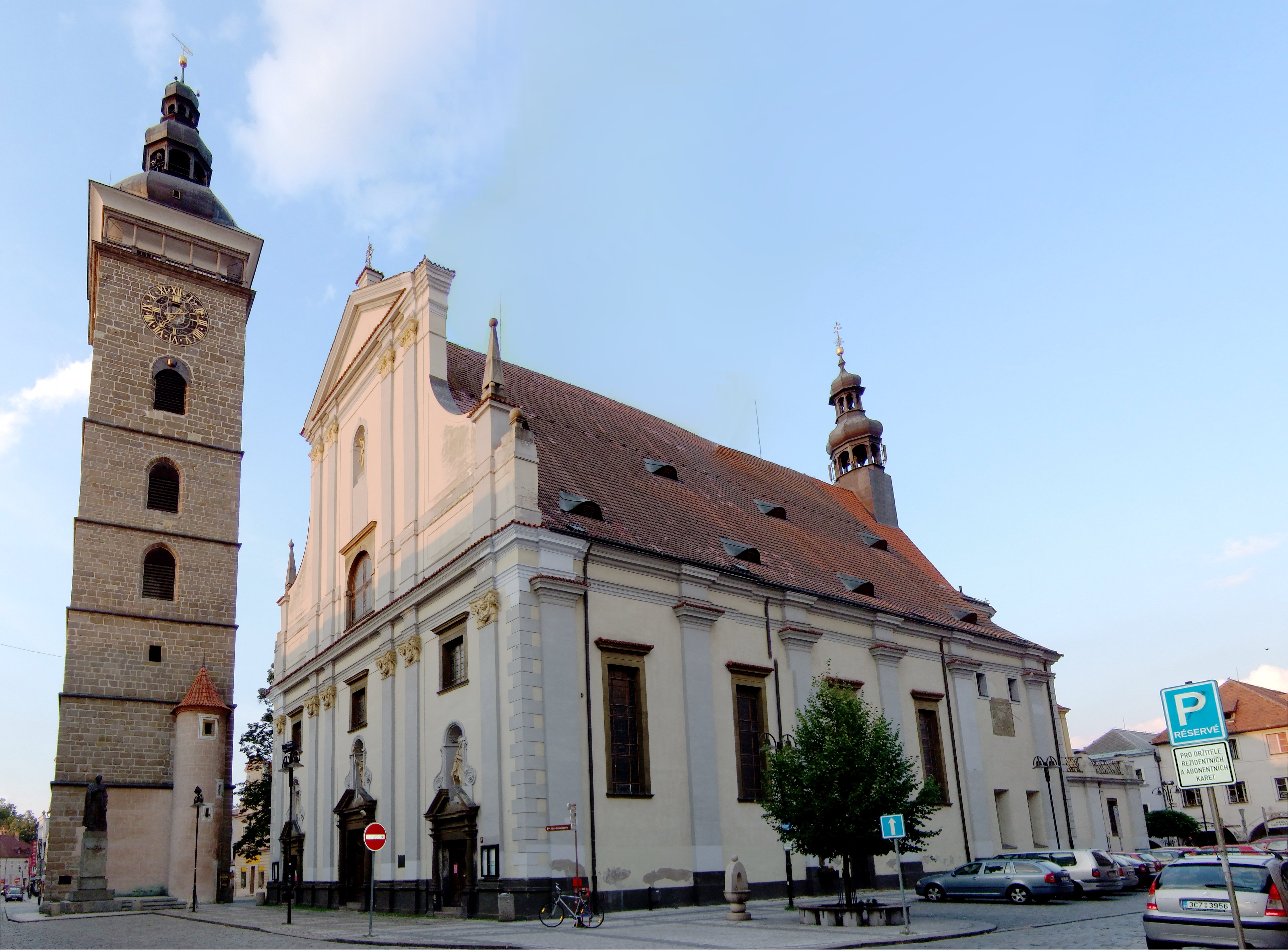
Cathédrale de České Budějovice
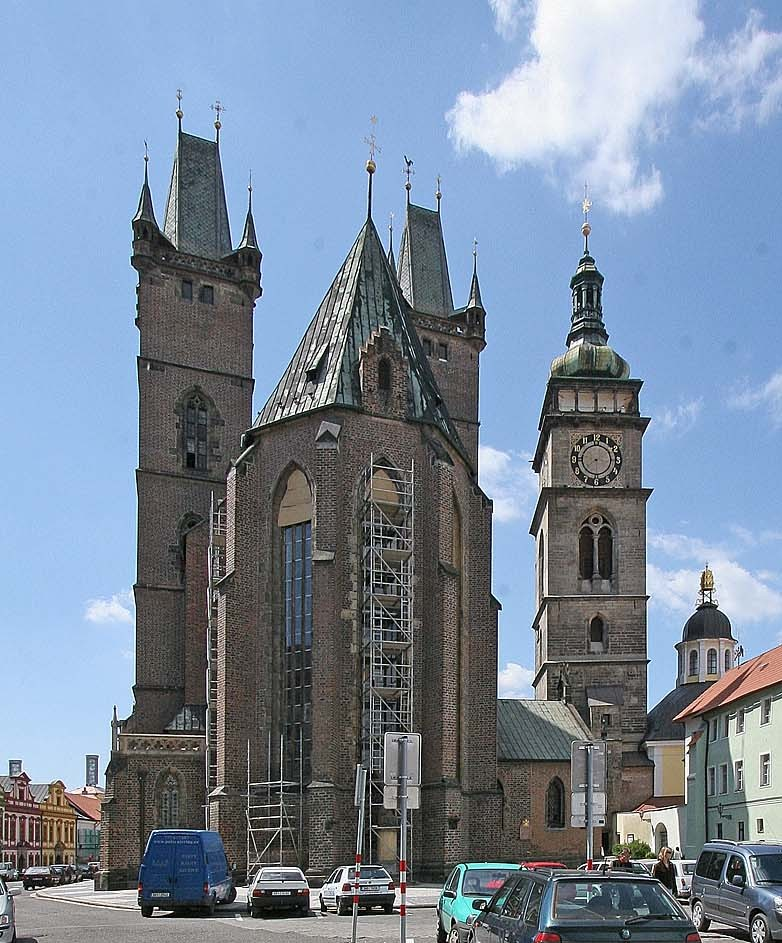
Cathédrale du Saint-Esprit (Hradec Králové)
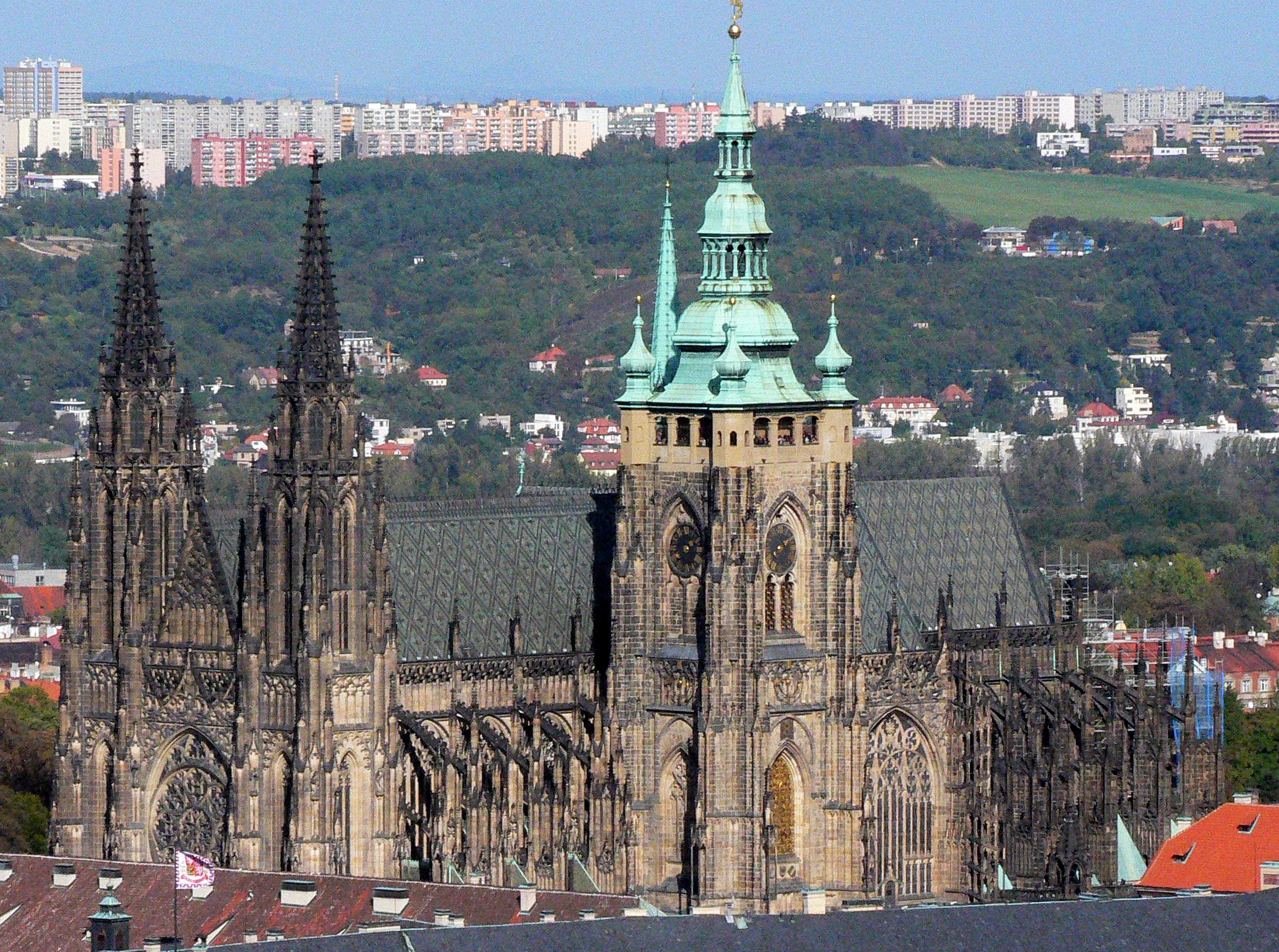
Cathédrale Saint-Guy de Prague
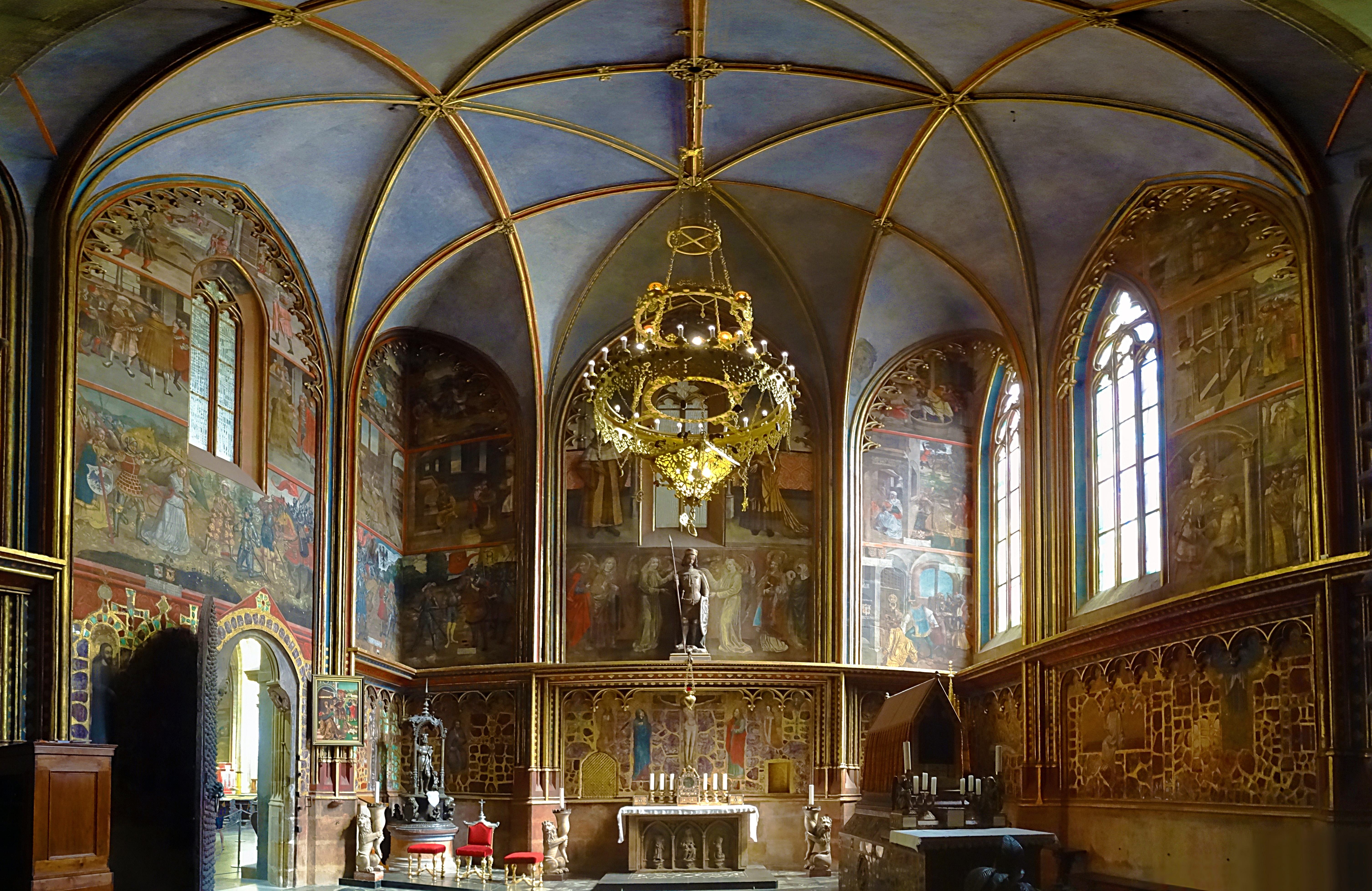
Chapelle St Venceslas (Cathédrale Saint-Guy/Vit, Prague)
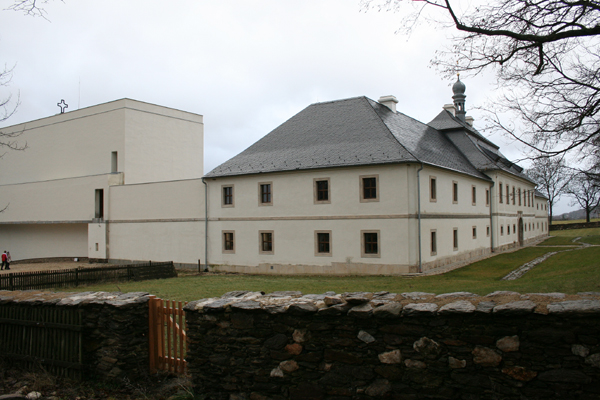
L'abbaye cistercienne de Nový Dvůr, commune de Toužim (Karlovy Vary)

## Repères 2020
Depuis 1991, les fluctuations des Tchèques (approximativement 11 000 000), dans leurs déclarations sur cette thématique, sont très importantes (globalement, en 1991, quatre millions de Tchèques se déclarent catholiques, contre un million en 2011). Les chiffres correspondent à l'article équivalent sur la version tchèque de Wikipedia.
- Religion en Tchéquie (rubriques)

### Christianisme (< 15%)
- Histoire du christianisme en terres tchèques (en), christianisme en Tchéquie (cs)
- Église catholique (10,5 %)
  - Église catholique en Tchéquie (romaine) (1 083 899 adeptes, 10,3 %), principalement en Moravie (sud et centre)
  - Église grecque-catholique ruthène
  - Église grecque-catholique tchèque (9 927 fidèles)
  - Église vieille-catholique en Tchéquie (en) (1 736 adeptes)
  - La petite minorité gorale est traditionnellement catholique
- Églises protestantes traditionnelles (0,8 %)
  - Église évangélique des frères tchèques (51 916 adeptes, 0,5 %), Église des Frères en Tchéquie (en), Frères tchèques, Frères moraves (Unitas fratrum) (51 936 fidèles, 0,5 %) (Autres : 2156)
  - Église hussite et/ou Église hussite tchécoslovaque (39 276 adeptes, 0,4 %)
- Courants chrétiens minoritaires (ou plus récents) (< 100 000 ?)
  - German Evangelical Church (en), Église évangélique luthérienne en Tchéquie (en) (2 591 fidèles)
  - Silesian Evangelical Church of the Augsburg Confession (en) (8 162 fidèles)
  - Apostolic Church (Czech Republic) (en)  (4 934 adeptes)
  - Baptisme (1609), dont l'Alliance baptiste mondiale (1905) : Baptist Union in the Czech Republic (en) (3 208 adeptes)
  - Anglicanisme (?)
  - Évangélisme (?)
  - Méthodisme (1784) (1 952 adeptes)
  - Pentecôtisme, première vague (1906)  (?)
  - Mouvement charismatique évangélique, seconde vague (1960) (?)
  - Mouvement néo-charismatique, troisième vague (1980) (?)
  - Christianisme non confessionnel, dont les méga-églises (?)
  - Restaurationnisme (christianisme) (primitivisme chrétien, contre la grande apostasie), ni protestantisme (ni pentecôtisme)
    - Adventisme (1840) : Christadelphianisme (vers 1850), Église de Dieu (Septième Jour) (1858), Église adventiste du septième jour (1863)  (7 394 adeptes)
    - Mormonisme ou Église de Jésus-Christ des saints des derniers jours (1830) et Mouvements issus du mormonisme (1844) (923 adeptes)
    - Église néo-apostolique (1863) (?)
    - Témoins de Jéhovah (1870) (13 069 adeptes)

  - (mouvement évangélique des Églises Libres (de) (?))
- Eglises orthodoxes (0,1 %)
  - Église orthodoxe des Terres tchèques et de Slovaquie (20 628 fidèles)
  - Église orthodoxe russe (Patriarcat de Moscou) (5 844 adeptes), principalement des Tchèques d'origine russe ou ukrainienne

### Autres spiritualités (5-10%)
- Autres religions déclarées (< 300 000, < 3 %)
  - Judaïsme (<1 500 pratiquants déclarés), Histoire des Juifs en Tchéquie
  - Islam en Tchéquie (en) (3 500 fidèles)
  - Hindouisme en Tchéquie (en) (300 fidèles)
  - Bouddhisme en Tchéquie (en) (6 000 fidèles, 0.5 %)
- Autres
  - Ésotérisme, Kémitisme, Occultisme, Nouveau mouvement religieux (NMR)
  - Néopaganisme, Wicca, religion ethnique, nationalisme ethnique, protochronisme, reconstructionnisme
  - Rodnovérie, Rodná víra (Foi indigène, créée en 2000 en Tchéquie)[5]

### Autres positions (70-80%)
- Autres spiritualités non spécifiées (75 000, 0.7 %)
- Agnosticisme, Athéisme (athéisme en Tchéquie (cs)), sans religion déclarée (3 612 804, 34,5 %)
- Indifférence ou refus de réponse (4 774 323, 44,7 %, en 2011)